# Bogdan Justynowicz
Bogdan Justynowicz (ur. 30 sierpnia 1939 we wsi Stara Wilejka koło Wilna) – polski poeta i prozaik.

## Życiorys
W 1946 przyjechał z rodziną do Gdańska. Od 1955 uczęszczał do II Liceum Ogólnokształcącego im. Pestalozziego. W 1957 zdał maturę i rozpoczął studia na Wydziale Historii Wyższej Szkoły Pedagogicznej w Gdańsku (obecnie Uniwersytet Gdański). W 1960 został członkiem Związku Literatów Polskich. Od 1961 roku należał do PZPR. W 1968 przeniósł się do Warszawy, gdzie w 1970 ukończył studia na Wydziale Filozoficzno-Historycznym Uniwersytetu Warszawskiego. Debiutował na łamach dziennika „Głos Wybrzeża” jako poeta. W latach 1957–1967 był redaktorem prasy Wybrzeża Gdańskiego. Od 1983 należy do nowego ZLP. Mieszka w Warszawie.

## Twórczość
- Przed jutrem (poezje) 1958
- Przenikanie (poezje) 1960
- Ćwiczenie dykcji (poezje) 1966
- Południk elegii (poezje) 1968
- Nadbrzeże malarzy. Szkice o gdańskich plastykach
- Rok świetlny (poezje) 1973
- Miłość, nasz syn (poezje) 1987
- Wiersze wybrane 1986
- Książka Której Się Śniło (utwór dla dzieci)